# Jonathan Pryce
Pour les articles homonymes, voir Pryce.
Sir John Price, dit Jonathan Pryce (prononcé en anglais : /ˈd͡ʒɒnəθən pɹaɪs/), né le 1er juin 1947 à Carmel (en), au pays de Galles, est un acteur britannique. Diplômé de la Royal Academy of Dramatic Art, il est actif à la fois au théâtre, au cinéma et à la télévision.
Il est rendu célèbre grâce à son rôle de Sam Lowry dans Brazil de Terry Gilliam en 1985, cinéaste avec lequel il collabore sur divers projets étalés sur près de trente-cinq ans : Les Aventures du baron de Münchhausen en 1988, Les Frères Grimm en 2005, et L'Homme qui tua Don Quichotte en 2018/2019
Par la suite, il incarne notamment le magnat milliardaire Elliot Carver dans Demain ne meurt jamais en 1997, méchant opposé à James Bond, puis Weatherby Swann, gouverneur de Port Royal, dans les trois premiers films de la saga Pirates des Caraïbes entre 2003 et 2007. 
Interprète du Grand Moineau dans la série Game of Thrones de 2015 à 2016, il enchaine les rôles à la télévision à partir du milieu des années 2010, apparaissant notamment dans Wolf Hall en 2015, Taboo en 2017, ou encore Tales from the Loop en 2020.
En 2019, son interprétation du cardinal Jorge Mario Bergoglio, futur pape François, face à Anthony Hopkins dans Les Deux Papes de Fernando Meirelles lui vaut une nomination à l'Oscar du meilleur acteur en 2020. Il incarne le prince Philip dans les cinquième et sixième saisons de la série The Crown, succédant ainsi à Matt Smith et Tobias Menzies.
Il est fait commandeur de l'ordre de l'Empire britannique par la reine Élisabeth II en 2009, pour services aux arts dramatiques, puis anobli en 2021.

## Biographie

### Études et débuts
Natif de Carmel, village situé non loin au nord-ouest de Holywell, au pays de Galles, il commence ses études à l'université de Liverpool. Ses talents impressionnent les professeurs qui le recommandent pour une bourse à la Royal Academy of Dramatic Art de Londres, où il reste cinq ans. Ayant décroché son diplôme, il est engagé au Everyman Theatre de Liverpool, où il devient directeur artistique. Il travaille avec diverses troupes de théâtre, dont la Royal Shakespeare Company. Doomwatch, une série télévisée de 1972, lui permet de décrocher ses premiers rôles : il débute ainsi au grand écran dans Le Voyage des damnés en 1976.

### Révélation au grand public
Il tourne alors plusieurs films, mais il s'agit du rôle de Sam Lowry, doux rêveur pathétique dans Brazil, réalisé par l'ancien Monty Python Terry Gilliam, qui lui apporte la notoriété en 1985. Après la sortie du film de Gilliam, Jonathan Pryce interprète Accidental Death of an Anarchist à Broadway, puis retourne en Angleterre pour jouer dans Le Docteur et les Assassins de Freddie Francis.

Jonathan Pryce à New York en 2016.

En 1988, Pryce retrouve Terry Gilliam dans Les Aventures du baron de Münchhausen. Durant les années 1990, il enchaîne les rôles comme dans Glengarry (1992) ou encore D'une femme à l'autre (1993) avec Carole Bouquet et Christopher Walken. Il tournera alors sous la direction de Martin Scorsese dans Le Temps de l'innocence (1993). En 1995, le prix d'interprétation masculine à Cannes pour son rôle dans Carrington vient couronner sa carrière. En 1996, il se trouve au côté de Madonna dans le film musical Evita d'Alan Parker. Jonathan Pryce s'illustre dans des registres variés, le public le retrouvant en magnat des médias immoral et mégalomane dans Demain ne meurt jamais, avec Pierce Brosnan (1997). Il poursuit sa carrière avec Ronin (1998) et Stigmata (1999). Après Annie-Mary à la folie ! en 2001, il revient en 2002 avec Amours suspectes de P. J. Hogan.
L'année suivante, il interprète deux rôles aux registres diamétralement opposés, dans le film d'aventure Pirates des Caraïbes, la malédiction du Black Pearl et dans la comédie romantique Ce dont rêvent les filles. En 2005, il retrouve pour la troisième fois Terry Gilliam pour le film fantastique Les Frères Grimm. En 2015, il incarne Le Grand Moineau dans les cinquième et sixième saisons de la série Game of Thrones, diffusée sur HBO. Il retrouve Terry Gilliam à nouveau en 2018 pour L'Homme qui tua Don Quichotte, dans lequel il interprète le rôle-titre. Après de longs atermoiements, le film est projeté lors de la soirée de clôture du 71e Festival de Cannes.
Au théâtre, il continue à interpréter de grands classiques, avec une prédilection pour Shakespeare, mais aussi des auteurs contemporains comme David Mamet ou Florian Zeller. En 2019, il joue le pape François dans Les Deux Papes. Ce rôle lui vaut sa première nomination aux Oscars du cinéma, dans la catégorie de l'Oscar du meilleur acteur, au cours de la 92e cérémonie des Oscars qui se tient le 9 février 2020 à Los Angeles.

## Théâtre
- 1974 : The Churchill Play de Howard Brenton
- 1975 : Comedians de Trevor Griffiths
- 1979 : Mesure pour Mesure de William Shakespeare
- 1980 : Hamlet de William Shakespeare
- 1984 : Accidental Death of an Anarchist d'Dario Fo
- 1989 : Oncle Vania d'Anton Tchekhov
- 1989 : Miss Saigon de Claude-Michel Schönberg et Alain Boublil
- 1992 : Nine (comédie musicale)
- 1994 : Olivier! de Lionel Bart
- 2001 : My Fair Lady
- 2003 : A Reckoning
- 2006 : Dirty Rotten Scoundrels
- 2007 : Glengarry Glen Ross de  David Mamet
- 2009 : Dimetos
- 2010 : The Caretaker de Harold Pinter
- 2012 : Le Roi Lear de William Shakespeare
- 2018 : The Height of the Storm de Florian Zeller

## Filmographie sélective

### Cinéma
- 1976 : Le Voyage des damnés de Stuart Rosenberg : Joseph Manasse
- 1980 : Breaking Glass de Brian Gibson : Ken
- 1981 : Loophole de John Quested : Taylor
- 1983 : La Foire des ténèbres (Something wicked this wy comes) de Jack Clayton : M. Dark
- 1983 : The Ploughman's Lunch de Richard Eyre : James Penfield
- 1985 : Brazil de Terry Gilliam : Sam Lowry
- 1985 : Le Docteur et les Assassins (The Doctor and the Devils) de Freddie Francis : Robert Fallon
- 1986 : Jumpin' Jack Flash de Penny Marshall : Jack
- 1986 : Nuit de noces chez les fantômes de Gene Wilder : Charles
- 1987 : Man on Fire d'Élie Chouraqui : Michael
- 1988 : Consuming Passions de Giles Foster : M. Farris
- 1989 : Le Dossier Rachel (The Rachel Papers) de Damian Harris : Norman
- 1989 : Les Aventures du baron de Münchhausen (The Adventures of Baron Münchhausen) de Terry Gilliam : The Right Ordinary Horatio Jackson
- 1992 : Freddie as F.R.O.7. : Trilby (voix)
- 1992 : Glengarry (Glengarry Glen Ross) de James Foley : James Lingk
- 1993 : Dark Blood de George Sluizer : Harry Fisher
- 1993 : Le Temps de l'innocence de Martin Scorsese : Rivière
- 1994 : D'une femme à l'autre de Charlotte Brändström : Alec Bolton
- 1994 : Deadly Advice de Mandie Fletcher : Dr Ted Philips
- 1994 : Le Lutin magique : Alan (voix)
- 1994 : Shopping de Paul W. S. Anderson : Conway
- 1995 : Carrington de Christopher Hampton : Lytton Strachey
- 1996 : Evita de Alan Parker : Juan Perón
- 1997 : Demain ne meurt jamais (James Bond: Tomorrow Never Dies) de Roger Spottiswoode : Elliot Carver
- 1997 : Regeneration de Gillies MacKinnon : Capitaine William Rivers
- 1998 : Ronin de John Frankenheimer : Seamus O'Rourke
- 1999 : Il gioco de Claudia Florio : Mark
- 1999 : Stigmata de Rupert Wainwright : Cardinal Daniel Houseman
- 2000 : The Suicide Club (en) de Rachel Samuels : Bourne
- 2000 : The Testimony of Taliesin Jones de Martin Duffy : père de Tal
- 2001 : Alma, la fiancée du vent de Bruce Beresford : Gustav Mahler
- 2001 : Annie-Mary à la folie ! (Very Annie Mary) de Sara Sugarman : Jack Pugh
- 2001 : L'Affaire du collier (The Affair of the Necklace) de Charles Shyer : Cardinal Louis de Rohan
- 2002 : Amours suspectes (Unconditional Love) de Paul John Hogan : Victor Fox
- 2002 : Mad Dogs de Ahmed Alauddin Jamal : Supreme Being
- 2003 : Blooper Reel (vidéo courte) : Gouverneur Weatherby Swann (non crédité)
- 2003 : Ce dont rêvent les filles (What a Girl Wants) de Dennie Gordon : Alistair Payne
- 2003 : Pirates des Caraïbes : La Malédiction du Black Pearl (Pirates of the Caribbean 1: The Curse of the Black Pearl) de Gore Verbinski : Gouverneur Weatherby Swann
- 2004 : De-Lovely de Irwin Winkler : Gabe
- 2005 : Brothers of the Head de Keith Fulton et Louis Pepe : Henry Couling
- 2005 : Le Nouveau Monde de Terrence Malick : King James
- 2005 : Les Frères Grimm (Brothers Grimm) de Terry Gilliam : Delatombe
- 2006 : Bloopers of the Caribbean (vidéo courte) : Gouverneur Weatherby Swann (non crédité)
- 2006 : Pirates des Caraïbes : Le Secret du coffre maudit (Pirates of the Caribbean 2: Dead Man's Chest) de Gore Verbinski : Gouverneur Weatherby Swann
- 2006 : Renaissance : Paul Dellenbach (voix)
- 2007 : Pirates des Caraïbes : Jusqu'au bout du monde (Pirates of the Caribbean 3: At Worlds End) de Gore Verbinski : Gouverneur Weatherby Swann
- 2007 : The Moon and the Stars de John Irvin : James Clavel / Scarpia
- 2008 : Histoires enchantées de Adam Shankman : Marty Bronson
- 2008 : Jeux de dupes (Leatherheads) de George Clooney : CC Frazier
- 2009 : G.I. Joe de Stephen Sommers : le président des États-Unis
- 2009 : Conspiracy (Echelon Conspiracy) de Greg Marcks : Mueller
- 2011 : Corruptions : Jimmy
- 2011 : Oh My God ! (Hysteria) de Tanya Wexler : docteur Robert Dalrymple
- 2012 : Dark Blood de George Sluizer : Harry Fletcher
- 2013 : G.I. Joe : Conspiration de Jon Chu : le président des États-Unis
- 2014 : Dough de John Goldschmidt : Nat
- 2014 : Listen Up Philip de Alex Ross Perry : Ike Zimmerman
- 2014 : The Ghost and the Whale : Whale
- 2014 : The Salvation de Kristian Levring : Keane
- 2015 : La Femme au tableau de Simon Curtis : William Rehnquist
- 2015 : Narcopolis de Justin Trefgarne : Sidorov
- 2015 : Woman in Gold
- 2017 : Charles Dickens, l'homme qui inventa Noël (The Man Who Invented Christmas) de Bharat Nalluri : John Dickens
- 2017 : The Wife de Björn Runge
- 2018 : L'Homme qui tua Don Quichotte de Terry Gilliam : Don Quichotte
- 2019 : Les Deux Papes (The Two Popes) de Fernando Meirelles : le pape François
- 2022 : Le Couteau par la lame de Janus Metz Pedersen : Bill Compton
- 2023 : Une vie (One Life) de James Hawes : Martin Blake
- 2025 : The Penguin Lessons de Peter Cattaneo
- 2025 : The Thursday Murder Club de Chris Columbus : Stephen Best

### Télévision

#### Téléfilms
- 1977 : After the Boom Was Over : M. Ambrose
- 1977 : Spasms de Michael Mills : Dave Finn
- 1980 : The Day Christ Died (en) : Herod
- 1981 : Timon of Athens : Timon
- 1982 : Un meurtre est-il facile ? : M. Ellsworthy
- 1983 : Martin Luther, Heretic : Martin Luther
- 1983 : Praying Mantis : Christian Magny
- 1992 : A Child's Garden of Verses : Narrator / Father (voix)
- 1993 : L'Envol de Gabrielle : Duncan Stewart
- 1993 : Les Requins de la finance : Henry Kravis
- 1994 : Le sang lui va si bien : Sam
- 1997 : David : Saul
- 1999 : Doctor Who and the Curse of The Fatal Death : Le Maître
- 2001 : Victoria et Albert : Léopold Ier
- 2002 : Confessions of an Ugly Stepsister : Master Schoenmacker
- 2005 : Untitled Bruckheimer/McCall Project
- 2007 : HR : Peter
- 2007 : Sherlock Holmes and the Baker Street Irregulars : Sherlock Holmes
- 2008 : My Zinc Bed : Victor Quinn
- 2014 : Under Milk Wood : M. Pugh
- 2016 : La Vie des sœurs Brontë : le révérend Patrick Brontë

#### Séries télévisées
- 1972 : Doomwatch : Police Constable
- 1975 - 1979 : Play for Today : ?
- 1976 : BBC2 Playhouse : Playleader
- 1976 : Bill Brand : Jamie Finn
- 1977 : Chalk and Cheese : Dave Finn
- 1978 : BBC2 Play of the Week : For Tea on Sunday)
- 1981 : Roger Doesn't Live Here Anymore : Roger Flower
- 1981 : Theatre Box : Drippens
- 1982 : Panorama : Fr. Pawlak
- 1988 : Monstres et merveilles : King
- 1988 : Tickets for the Titanic : Rev. Richard Hopkins
- 1990 : Screen Two : William Wallace
- 1990 : The Jim Henson Hour : King
- 1991 : Selling Hitler (en) : Gerd Heidemann
- 1993 : Mr. Wroe's Virgins : John Wroe
- 1997 : Into the Unknown : le narrateur
- 1999 : The Union Game: A Rugby History : le narrateur
- 2008 : Clone : Dr Victor Blenkinsop
- 2009 : Cranford : M. Buxton
- 2015 : Wolf Hall : Thomas Wolsey
- 2015-2016 : Game of Thrones : le Le Grand Moineau (saison 5 et 6)
- 2017 : Taboo : Sir Stuart Strange
- 2020 : Tales from the Loop : Russ
- 2022-2023 : The Crown : le prince Philip
- 2022-en cours : "Slow Horses" : David Cartwright
- 2024 : Le problème à trois corps : Micheal "Mike" Evans

### Jeux vidéo
- 2007 : Pirates of the Caribbean: At World's End : Gouverneur Weatherby Swann (voix)
- 2008 : Command and Conquer: Red Alert 3 : Field Marshall Robert Bingham

## Distinctions

### Récompenses
- Laurence Olivier Awards 1980 : meilleur acteur pour Hamlet
- Laurence Olivier Awards 1990 : meilleur acteur dans une comédie musicale pour Miss Saigon
- Tony Awards 1991 : meilleur acteur dans une comédie musicale pour Miss Saigon
- Festival de Cannes 1995 : Prix d'interprétation masculine et Evening Standard Award du meilleur acteur pour Carrington
- BAFTA 2002 : prix spécial

### Nominations
- Golden Globes 1994 : Golden Globe du meilleur acteur dans un second rôle dans une série, une mini-série ou un téléfilm pour Barbarians at the Gate
- BAFA 1996 : Meilleur acteur pour Carrington
- Golden Globes 2020 : Meilleur acteur dans un film dramatique pour Les Deux Papes
- Oscars 2020 : Meilleur acteur pour Les Deux Papes
- BAFA 2020 : Meilleur acteur pour Les Deux Papes
- Golden Globes 2023 : Meilleur second rôle masculin dans une série dramatique pour The Crown

## Voix francophones
En version française, Jonathan Pryce  est doublé à titre exceptionnel entre 1983 et 1999 par Jean-Pierre Dorat dans La Foire des ténèbres, Pierre Vernier dans Brazil, Marcel Guido dans Nuit de noces chez les fantômes, Hervé Bellon dans Man on Fire, Mario Santini dans Le Temps de l'innocence, Pierre Dourlens dans Ronin et Georges Claisse dans Stigmata.
Le doublant en 1988 dans Les Aventures du baron de Münchhausen, puis en 1997 dans Demain ne meurt jamais, Jean-Luc Kayser devient la voix régulière de Jonathan Pryce à partir du début des années 2000, le doublant notamment dans L'Affaire du collier, Amours suspectes et la trilogie Pirates des Caraïbes. Par la suite, il le retrouve dans De-Lovely, Les Frères Grimm, Jeux de dupes, les films G.I. Joe, La Femme au tableau, The Wife, L'Homme qui tua Don Quichotte ou encore Les Deux Papes.
En parallèle, il est doublé à cinq reprises par Philippe Ariotti (Game of Thrones, La Vie des sœurs Brontë, Le Couteau par la lame, Une vie et Le Problème à trois corps) ainsi qu'à titre exceptionnel par Michel Derville dans Histoires enchantées, Didier Flamand dans Oh My God !, Olivier Hémon dans The Salvation, Michel Favory dans Wolf Hall, Patrick Raynal dans Taboo et Guy Chapellier dans Slow Horses.